# HC RT TORAX Poruba 2011
HC RT TORAX Poruba 2011 je český klub ledního hokeje, který sídlí v Ostravě v Moravskoslezském kraji. Založen byl v roce 1946 pod názvem SK Poruba. Svůj současný název nese od roku 2011. Od sezóny 2018/19 působí v 1. lize, druhé české nejvyšší soutěži ledního hokeje. Klubové barvy jsou červená, bílá a modrá.
V roce 1996 se mu podařilo postoupit z krajského přeboru do 2. ligy. V roce 2004 poté uspěl v baráži a dostal se do 1. ligy. V roce 2009 však po neúspěšné sezoně sestoupil opět do 2. ligy a kvůli finančním potížím ukončila činnost A mužstva a věnovala se pouze mládeži až do roku 2010, tehdy tým přebral Tomáš Häring, kterému patří firma RT TORAX, s.r.o. a s  tím přichází  změna názvu klubu na HC RT TORAX Poruba 2011. Do nového ročníku 2011/12 klub zapsán do 2. české hokejové ligy a to díky tomu, že koupil licenci od klubu HC Roudnice nad Labem. V premiérovém ročníku v novodobé historii sice musel druholigovou příslušnost klub zachraňovat až v baráži s Moravskými Budějovicemi, poté se ale čtyřikrát v řadě probojoval až do semifinále a v roce 2017 dokonce došel až do finále druhé ligy, ve kterém podlehl s VHK ROBE Vsetín 3:0 na zápasy. O rok později v roce 2018 se znovu dostal do finále kde narazil na HC Draci Šumperk, které porazil 3:0 na zápasy a stal se tak mistrem skupiny východ a zároveň postoupil tak do baráže o WSM Ligu ve které se mu povedlo uhrát 9 bodů a v posledním zápase proti BK Havlíčkův Brod který rovněž uhrál 9 bodů postoupit navzdory prohře 2:3 díky vyššímu počtu vstřelených branek.
Své domácí zápasy odehrává na RT TORAX Aréna s kapacitou  4 200 diváků.

## Úspěchy
- Postup do 1. ligy přes baráž (2. místo ve skupině) v sezóně 2003/04.
- Postup do 1. ligy přes baráž (1. místo ve skupině) v sezóně 2017/18.
- Postup do Semifinále  v 1. české hokejové lize v sezoně 2020/21.
- Vítěz základní části 1. ligy: 2023/2024

## Historické názvy
Zdroj:
- 1946 – SK Poruba (Sportovní klub Poruba)
- 1948 – Sokol Poruba
- 1954 – DSO Tatran Poruba (Dobrovolná sportovní organizace Tatran Poruba)
- 1960 – zánik
- 1962 – obnovena činnost pod názvem TJ Sokol Poruba (Tělovýchovná jednota Sokol Poruba)
- 1978 – TJ Hutní montáže Ostrava-Poruba (Tělovýchovná jednota Hutní montáže Ostrava-Poruba)
- 1994 – HK Poruba (Hokejový klub Poruba)
- 1999 – SHK Poruba (Sportovní hokejový klub Poruba)
- 2001 – HC Sareza Ostrava (Hockey Club Sareza Ostrava)
- 2008 – HC VOKD Poruba (Hockey Club VOKD Poruba)
- 2011 – HC RT TORAX Poruba 2011 (Hockey Club RT TORAX Poruba 2011)

## Přehled ligové účasti
Stručný přehled
Zdroj:
- 1964–1965: Krajský přebor sk.? (4. ligová úroveň v Československu)
- 1965–1968: Severomoravský oblastní přebor (3. ligová úroveň v Československu)
- 1968–1969: Krajský přebor sk.? (4. ligová úroveň v Československu)
- 1970–1973: Divize – sk. F (3. ligová úroveň v Československu)
- 1973–1975: Divize – sk. F (4. ligová úroveň v Československu)
- 1975–1977: Severomoravský krajský přebor (5. ligová úroveň v Československu)
- 1977–1978: 2. ČNHL – sk. D (3. ligová úroveň v Československu)
- 1978–1979: Severomoravský krajský přebor (4. ligová úroveň v Československu)
- 1995–1996: Severomoravský krajský přebor (4. ligová úroveň v České republice)
- 1996–2004: 2. liga – sk. Východ (3. ligová úroveň v České republice)
- 2004–2007: 1. liga (2. ligová úroveň v České republice)
- 2007–2008: 1. liga – sk. Východ (2. ligová úroveň v České republice)
- 2008–2009: 1. liga (2. ligová úroveň v České republice)
- 2009–2011: bez soutěže
- 2011–2018: 2. liga – sk. Východ (3. ligová úroveň v České republice)
- 2018– : 1. liga (2. ligová úroveň v České republice)

Jednotlivé ročníky
Zdroj:
Legenda: ZČ - základní část, červené podbarvení - sestup, zelené podbarvení - postup, fialové podbarvení - reorganizace, změna skupiny či soutěže
| Československo (1964 – 1993)                                                                               |                                |           |           |                                                            |                         |
| Sezóny | Soutěž                         | Úroveň    | ZČ        | Play-off, nadstavba, sk. o udržení...                      | Poznámky                |
| 1964/65 | Krajský přebor sk.?            | 4. úroveň | ?. místo  |                                                            | Kvalifikace             |
| 1965/66 | Severomoravský oblastní přebor | 3. úroveň | ?. místo  |                                                            |                         |
| 1966/67 | Severomoravský oblastní přebor | 3. úroveň | 5. místo  |                                                            |                         |
| 1967/68 | Severomoravský oblastní přebor | 3. úroveň | 10. místo |                                                            | Sestup                  |
| 1968/69 | Krajský přebor sk.?            | 4. úroveň | ?. místo  |                                                            |                         |
| ... |                                |           |           |                                                            |                         |
| 1970/71 | Divize – sk. F                 | 3. úroveň | 6. místo  |                                                            |                         |
| 1971/72 | Divize – sk. F                 | 3. úroveň | 2. místo  |                                                            |                         |
| 1972/73 | Divize – sk. F                 | 3. úroveň | 8. místo  |                                                            | Reorganizace            |
| 1973/74 | Divize – sk. F                 | 4. úroveň | 5. místo  |                                                            |                         |
| 1974/75 | Divize – sk. F                 | 4. úroveň | 5. místo  |                                                            | Sestup                  |
| 1975/76 | Severomoravský krajský přebor  | 5. úroveň | ?. místo  |                                                            |                         |
| 1976/77 | Severomoravský krajský přebor  | 5. úroveň | 1. místo  |                                                            | Reorganizace            |
| 1977/78 | 2. ČNHL – sk. D                | 3. úroveň | 10. místo |                                                            | Sestup                  |
| 1978/79 | Severomoravský krajský přebor  | 4. úroveň | 3. místo  |                                                            | Reorganizace            |
| 1979/80 | Severomoravský krajský přebor  | 3. úroveň | 6. místo  |                                                            |                         |
| 1980/81 | Severomoravský krajský přebor  | 3. úroveň | 9. místo  |                                                            |                         |
| 1981/82 | Severomoravský krajský přebor  | 3. úroveň | 5. místo  |                                                            |                         |
| 1982/83 | Severomoravský krajský přebor  | 3. úroveň | 7. místo  |                                                            | Reorganizace            |
| 1983/84 | Severomoravský krajský přebor  | 4. úroveň | 4. místo  |                                                            |                         |
| 1984/85 | Severomoravský krajský přebor  | 4. úroveň | 4. místo  |                                                            |                         |
| 1985/86 | Severomoravský krajský přebor  | 4. úroveň | 6. místo  |                                                            |                         |
| 1986/87 | Severomoravský krajský přebor  | 4. úroveň | 4. místo  |                                                            |                         |
| 1987/88 | Severomoravský krajský přebor  | 4. úroveň | 3. místo  |                                                            |                         |
| 1988/89 | Severomoravský krajský přebor  | 4. úroveň | 3. místo  |                                                            |                         |
| 1989/90 | Severomoravský krajský přebor  | 4. úroveň | 4. místo  |                                                            |                         |
| 1990/91 | Severomoravský krajský přebor  | 4. úroveň | 3. místo  |                                                            |                         |
| 1991/92 | Severomoravský krajský přebor  | 4. úroveň | 5. místo  |                                                            |                         |
| 1992/93 | Severomoravský krajský přebor  | 4. úroveň | 3. místo  |                                                            |                         |
| Česko (1993 – )                                                                                            |                                |           |           |                                                            |                         |
| Sezóny | Soutěž                         | Úroveň    | ZČ        | Play-off, nadstavba, sk. o udržení...                      | Poznámky                |
| 1993/94 | Severomoravský krajský přebor  | 4. úroveň | 5. místo  | Ne                                                         |                         |
| 1994/95 | Severomoravský krajský přebor  | 4. úroveň | 5. místo  | Ne                                                         |                         |
| 1995/96 | Severomoravský krajský přebor  | 4. úroveň | 1. místo  | Ne                                                         | Baráž o 2. ligu         |
| 1996/97 | 2. liga – sk. Východ           | 3. úroveň | 2. místo  | Čtvrtfinále                                                |                         |
| 1997/98 | 2. liga – sk. Východ           | 3. úroveň | 12. místo | Ne                                                         |                         |
| 1998/99 | 2. liga – sk. Východ           | 3. úroveň | 5. místo  | Nadstavba (6. místo)                                       |                         |
| 1999/00 | 2. liga – sk. Východ           | 3. úroveň | 6. místo  | Semifinále (prohra 0:2 na zápasy TJ Nový Jičín)            |                         |
| 2000/01 | 2. liga – sk. Východ           | 3. úroveň | 1. místo  | Čtvrtfinále (prohra :2 na zápasy s TJ Nový Jičín)          |                         |
| 2001/02 | 2. liga – sk. Východ           | 3. úroveň | 10. místo | Ne                                                         |                         |
| 2002/03 | 2. liga – sk. Východ           | 3. úroveň | 4. místo  | Čtvrtfinále (prohra 0:2 na zápasy s TJ Nový Jičín)         |                         |
| 2003/04 | 2. liga – sk. Východ           | 3. úroveň | 1. místo  | Finále (výhra 3:1 na zápasy s TJ Nový Jičín)               | Baráž                   |
| 2004/05 | 1. liga                        | 2. úroveň | 8. místo  | Čtvrtfinále (prohra 0:3 na zápasy s HC České Budějovice)   |                         |
| 2005/06 | 1. liga                        | 2. úroveň | 9. místo  | Ne                                                         |                         |
| 2006/07 | 1. liga                        | 2. úroveň | 8. místo  | Čtvrtfinále (prohra 2:4 na zápasy s HC Hradec Králové)     | Reorganizace            |
| 2007/08 | 1. liga – sk. Východ           | 2. úroveň | 4. místo  | Čtvrtfinále (prohra 1:4 na zápasy s HC Olomouc)            | Reorganizace            |
| 2008/09 | 1. liga                        | 2. úroveň | 16. místo | Skupina o udržení (4. místo)                               | Sestup; zánik A-mužstva |
| V letech 2008–2011 byl klub bez A-mužstva, v soutěžích přihlášena pouze mládežnická družstva.              |                                |           |           |                                                            |                         |
| Před sezónou 2011/12 došlo k odkupu druholigové licence od Roudnice nad Labem a následné obnově A-mužstva. |                                |           |           |                                                            |                         |
| 2011/12 | 2. liga – sk. Východ           | 3. úroveň | 11. místo | Ne                                                         | Baráž                   |
| 2012/13 | 2. liga – sk. Východ           | 3. úroveň | 4. místo  | Semifinále (prohra 1:3 na zápasy s HC AZ Havířov 2010)     |                         |
| 2013/14 | 2. liga – sk. Východ           | 3. úroveň | 2. místo  | Semifinále (prohra s 2:3 na zápasy s HC Zubr Přerov)       |                         |
| 2014/15 | 2. liga – sk. Východ           | 3. úroveň | 2. místo  | Semifinále (prohra 2:3 na zápasy s VHK Vsetín)             |                         |
| 2015/16 | 2. liga – sk. Východ           | 3. úroveň | 4. místo  | Semifinále (prohra 0:3 na zápasy s HC Frýdek-Místek)       |                         |
| 2016/17 | 2. liga – sk. Východ           | 3. úroveň | 2. místo  | Finále (prohra 3:0 na zápasy s VHK ROBE Vsetín)            |                         |
| 2017/18 | 2. liga – sk. Východ           | 3. úroveň | 1. místo  | Finále (výhra 3:0 na zápasy s Draci Šumperk)               | Baráž                   |
| 2018/19 | 1. liga                        | 2. úroveň | 12. místo | Ne                                                         |                         |
| 2019/20 | 1. liga                        | 2. úroveň | 8. místo  | Ne                                                         | Nedohráno               |
| 2020/21 | 1. liga                        | 2. úroveň | 6. místo  | Semifinále (Prohra 0:4 na zápasy s Rytíři Kladno)          |                         |
| 2021/22 | 1. liga                        | 2. úroveň | 12. místo | Ne                                                         |                         |
| 2022/23 | 1. liga                        | 2. úroveň | 3. místo  | Čtvrtfinále (Prohra 1:3 na zápasy s PSG Berani Zlín)       |                         |
| 2023/24 | 1. liga                        | 2. úroveň | 1. místo  | Čtvrtfinále (Prohra 1:3 na zápasy s HC Dukla Jihlava)      |                         |
| 2024/25 | 1. liga                        | 2. úroveň | 4. místo  | Čtvrtfinále (Prohra 2:3 na zápasy s HC Stadion Litoměřice) |                         |